# Strada Statale 662 Via Valle Po
Dieser Artikel wurde aufgrund von inhaltlichen Mängeln auf der Qualitätssicherungsseite des WikiProjekts Straßen eingetragen. Dies geschieht, um die Qualität der Artikel aus dem Themengebiet Straßen auf ein akzeptables Niveau zu bringen. Bitte hilf mit, die inhaltlichen Mängel dieses Artikels zu beseitigen, und beteilige dich bitte an der Diskussion!

Begründung: Strassenname falsch (siehe italienisches Wiki) - Inhalt weitestgehend ebenso auf erstem Blick
Die Via Valle Po oder SS 662 ist eine Staatsstraße in der italienischen Provinz Cuneo (Südwesten der Region Piemont), die von Revello (etwa 50 km südwestlich von Turin) nach Westen in die Cottischen Alpen führt.
Sie folgt dem etwa 35 km langen Oberlauf des Po, dessen Tal hier am Gebirgsrand den Namen Valle Po trägt. In Fortsetzung der von Turin kommenden SS 663 trägt sie westlich der Stadt Saluzzo – die noch in der Poebene liegt – die Nummer SS 662, teilweise auch als Strada provinciale die Bezeichnung SP 26. 
Flussaufwärts führt die Straße durch die Gemeindegebiete von Revello, Rifreddo, Sanfront, Paesana, Ostana und Oncino bis zum Talschluss bei Crissolo. Die meisten dieser Gemeinden gehören dem Verband Comunità montana Valli Po Bronda Infernotto e Varaita an.
Großteils verläuft sie auf der Nordseite des Po, quert den Fluss aber einige Male. Bei Paesana und einigen anderen Orten wird das Tal vorübergehend breit, ist aber ab dem Mittellauf bereits von Zweitausendern flankiert.